# Apterichtus kendalli
Apterichtus kendalli е вид лъчеперка от семейство Ophichthidae. Видът е незастрашен от изчезване.

## Разпространение и местообитание
Разпространен е в Асенсион и Тристан да Куня, Бахамски острови, Венецуела, Остров Света Елена и САЩ (Флорида и Южна Каролина).
Среща се на дълбочина от 25 до 118 m, при температура на водата от 21,6 до 24,4 °C и соленост 36,2 – 36,6 ‰.

## Описание
На дължина достигат до 60 cm.